# Lars Ohly
Lars-Magnus Harald Christoffer Ohly (Estocolmo, 13 de enero de 1957) es un político sueco, actualmente ostenta el cargo de presidente del Partido de Izquierda de Suecia. Fue elegido presidente del partido el 20 de febrero de 2004, sucediendo a Ulla Hoffmann.

## Biografía
Lars Ohly nació en Spånga, Provincia de Estocolmo. Su padre, como todos sus antepasados durante seis generaciones, era sacerdote. Se crio en varios lugares alrededor de Estocolmo. Después de terminar el Gymnasium (secundaria) en 1978, comenzó a trabajar en el Statens Järnvägar (la compañía ferroviaria sueca de propiedad estatal), donde más tarde se convirtió en conductor (sueco: tågmästare). Él todavía está en la plantilla de SJ, pero está en excedencia desde 1994.
Ohly se convirtió en miembro de la Juventud Liberal de Suecia, el ala juvenil del Partido Popular Liberal, en 1970, pero lo abandonó poco después y se convirtió en comunista. Se unió a las Juventudes Comunistas en 1978 y al Partido de Izquierda en 1979. Se convirtió en miembro de la junta de la Juventud Comunista en 1980, fue elegido como sustituto a la dirección del partido en 1987 y se convirtió en miembro de pleno derecho de la dirección del partido en 1990. De 1994 a 2000 fue secretario del partido y en 2004 fue elegido presidente. Ha sido miembro del Parlamento sueco desde 1998.
En 2008 fue nominado para el premio Amigo kurdo del año (sueco: Årets kurdvän 2008). Årets kurdvän es uno de los galardones otorgados anualmente por el jurado de gala que celebra la activa y exitosa organización Amigos de los Kurdos en Suecia.
Lars Ohly vive con su novia, 18 años más joven, Åsa Hagelstedt en un condominio al sur de Estocolmo. Él tiene dos hijos de un matrimonio anterior.

## Controversias

### ¿Comunista o no?
Lars Ohly se ha definido como un comunista abiertamente. El 5 de octubre de 2005, Uppdrag granskning, un programa de Sveriges Television (la televisión pública sueca) emitió un reportaje sobre los antecedentes de Lars Ohly y sus puntos de vista sobre la democracia.  En el programa, Ohly fue acusado de tratar de reescribir su propia historia y de ocultar su pasado. Se divulgaron varias citas de Ohly donde defendía los sistemas políticos del bloque del Este. Varios miembros prominentes del partido, entre ellos el exlíder del partido, Lars Werner, también fueron testigos de los puntos de vista de Ohly. También se constató que, en 2000, Ohly había modificado la redacción de una carta de disculpa a los "Kiruna suecos" (las víctimas del hostigamiento por parte del Partido de la Izquierda por haber huido de la custodia soviética) con una serie de referencias críticas a José Stalin, siendo eliminadas por este. El programa también mostró que Ohly se define como leninista en fecha tan tardía como 1999.
A raíz de esta controversia, los dirigentes de todos los partidos parlamentarios instaron a Ohly a abandonar su adhesión al comunismo. El 30 de octubre de 2005, Ohly declaró en la televisión sueca que iba a dejar de definirse a sí mismo como un comunista. Sin embargo, subrayó al mismo tiempo, que iba a permanecer fiel a los ideales del comunismo y siempre seguiría luchando por una "sociedad sin clases".

### Asociación sueco-cubana
Durante la controversia sobre los puntos de vista de Ohly sobre el comunismo y su definición del socialismo y el liderazgo socialista, se dio a conocer la pertenencia de Ohly a la Asociación Sueco-Cubana. La Asociación Sueco-Cubana apoyó al gobierno de Fidel Castro en Cuba y no quiere etiquetar el país como una dictadura. Ohly, a continuación, emitió un comunicado que consideraba a Cuba como una dictadura y en el que se mostraba crítico con la falta de libertad política en Cuba, una declaración que en respuesta fue criticada por el presidente de la Asociación Sueco-Cubana. En septiembre de 2005, Ohly declaró que había dejado la organización.

### Un gesto grosero
Durante un debate en vivo en la cadena de televisión TV4 de Suecia el 18 de septiembre de 2006, el día después de las Elecciones generales de Suecia de 2006, Ohly causó cierta controversia cuando hizo un gesto ofensivo con el dedo a la comentarista de derecha Marie Söderqvist por definir a su estilo de liderazgo como típico de un comunista. Ohly luego se disculpó y dijo que experimentó un "apagón temporal".

### Público y privado
Ohly se opone firmemente a permitir que las empresas privadas operen en industrias tradicionalmente controladas por el Estado sueco, por ejemplo, la educación y la sanidad. Sin embargo, sus dos hijos van a escuelas privadas. Ohly dice que sus hijos tomaron sus decisiones sobre la base de lo que era mejor para ellos, independientemente de sus puntos de vista sobre la cuestión. En 2010, optó por realizar su cirugía de menisco en el hospital privado Sophiahemmet. Ohly hizo un beneficio considerabe con un condominio de cuatro habitaciones en el centro de la ciudad de Estocolmo, que compró en 2006 y vendido en 2010.

### En respuesta a la caída del comunismo
Se dice a menudo que Ohly dijo que lloró lágrimas de tristeza al ver el derribo del Muro de Berlín. En septiembre de 2010, demandó por citas falsas a opositores políticos y escritores de opinión (sobre todo Peter Wolodarski, editor de política en el Dagens Nyheter). Cuando el reportero Janne Josefsson de Uppdrag Granskning lo confrontó con un video de la entrevista en la que fue pronunciada la declaración , Ohly se negó a verlo. En cambio, afirmó haber sido feliz por los acontecimientos en la época, mencionando que su mejor amigo le había enviado un mensaje de texto alegre desde Praga en 1989, cuando la ciudad estaba siendo liberada. Esto es imposible, ya que el primer mensaje de texto del mundo se mandó tres años después.

## Enlaces
- Lars Ohly en el sitio del Partido de la Izquierda
- Lars Ohly en el Riksdag

- Datos: Q262285
- Multimedia: Lars Ohly / Q262285